# Fabian Ernst Staël von Holstein (1727-1772)
Pour les articles homonymes, voir Fabian Ernst Staël von Holstein.
Fabian Ernst Staël von Holtein, né le 7 août (27 juillet dans le calendrier julien) 1727 à Reval et mort le 24 mars (13 mars dans le calendrier julien) 1772 à Reval est un aristocrate germano-balte, né sujet de l'Empire russe dans le gouvernement d'Estland qui œuvra pour l'éducation de ses compatriotes.

## Biographie
Fabian Ernst Staël von Holstein descend d'une lignée allemande installée en Livonie au XVe siècle. C'est le fils de Jakob Johann Staël von Holstein, seigneur des domaines d'Undel (dans la paroisse de Sankt-Katharinen) d'Annia, et d'autres, et de son épouse née Hedwig Margaretha Staël von Holstein. Cultivé et empreint de l'esprit des connaissances de son époque, il est curateur de l'école de la noblesse (Domschule zu Reval) de Reval fondée en 1319. Il gère aussi ses domaines agricoles selon des méthodes nouvelles, tentant d'améliorer le sort de ses paysans estoniens. Ses terres se trouvent dans les villages actuels d'Anija (autrefois Annia), Jõelähtme (autrefois Jegelecht), Kääniku, Rummu (autrefois Rumm), Kodasoo (autrefois Kotzum), et demeure le plus souvent dans son château d'Assik (aujourd'hui Päinurme). Il est président de l'assemblée de la noblesse du gouvernement d'Estland de 1771 à sa mort.

## Famille
Il épouse en 1751 Barbara von Baranoff (1734-1781) qui lui donne douze enfants:
- Anna Elisabeth (1753-1824) qui épouse Johann von Brevern, homme politique germano-balte
- Jakob Johann (né en 1755)
- Hedwig Margaretha (1756-1799) qui épouse Hermann Ludwig von Löwenstern, homme politique germano-balte
- Margarethe Elisabeth (1759-1805) qui épouse Karl Adolf von Ramm
- Karl Gustav (1761-1816) seigneur des villages actuels de Kodasoo (Kotzum), Rummu (Rumm) et Kääniku
- Henriette Elisabeth (1762-1816) qui épouse Woldemar von Lantigshausen
- Gertrude Margarethe (1764-1826) qui épouse en premières noces Georg von Benckendorff et en secondes noces Otto Wilhelm von Essen, gouverneur de Reval
- Fabian Ernst (1768-1803)
- Barbara Helena (1768-1826) qui épouse le baron Eugen von Rosen
- Mathias Georg (1769-1863) seigneur des domaines d'Annia, Jõelähtme[2] et Kuusiku[2]
- Agnete Juliane (1770-1832) qui épouse Alexander Philipp von Saltza, homme politique germano-balte
- Magdalene Wilhelmine (1771-1849) qui épouse Wilhelm Friedrich Pilar von Pilchau

## Source
- (et) Cet article est partiellement ou en totalité issu de l’article de Wikipédia en estonien intitulé « Fabian Ernst Staël von Holstein (1727-1772) » (voir la liste des auteurs).